# Converse (Indiana)
Converse è un comune degli Stati Uniti d'America, situato nello Stato dell'Indiana, diviso tra la contea di Miami e la contea di Grant.